# Club Sport Marítimo 2017-2018
Questa voce raccoglie le informazioni riguardanti il Club Sport Marítimo nelle competizioni ufficiali della stagione 2017-2018.

## Maglie e sponsor
| Casa | Trasferta |

Sponsor ufficiale: Santander Totta
Sponsor tecnico: Nike

## Rosa
Rosa aggiornata al 13 marzo 2018
| N. |                       | Ruolo | Calciatore       |
| -- | --------------------- | ----- | ---------------- |
| 1  | Iran (bandiera)       | P     | Amir Abedzadeh   |
| 3  | Brasile (bandiera)    | D     | Dráusio          |
| 4  | Brasile (bandiera)    | D     | Pablo Santos     |
| 5  | Mozambico (bandiera)  | D     | Zainadine Júnior |
| 6  | Turchia (bandiera)    | C     | Erdem Şen        |
| 7  | Brasile (bandiera)    | A     | Ibson            |
| 8  | Argentina (bandiera)  | C     | Jorge Correa     |
| 9  | Brasile (bandiera)    | A     | Rodrigo Pinho    |
| 10 | Armenia (bandiera)    | C     | Gevorg Ghazaryan |
| 11 | Brasile (bandiera)    | C     | Éber Bessa       |
| 12 | Portogallo (bandiera) | A     | Edgar Costa      |
| 14 | Portogallo (bandiera) | D     | Luís Martins     |
| 15 | Brasile (bandiera)    | C     | Jean Cléber      |
| 17 | Portogallo (bandiera) | D     | Rúben            |

| N. |                       | Ruolo | Calciatore      |
| -- | --------------------- | ----- | --------------- |
| 20 | Brasile (bandiera)    | C     | Fabrício Baiano |
| 21 | Portogallo (bandiera) | C     | João Gamboa     |
| 23 | Brasile (bandiera)    | D     | Bebeto          |
| 24 | Capo Verde (bandiera) | D     | Diney           |
| 27 | Brasile (bandiera)    | P     | Rafael Broetto  |
| 29 | Portogallo (bandiera) | C     | Filipe Oliveira |
| 33 | Portogallo (bandiera) | A     | Ricardo Valente |
| 45 | Portogallo (bandiera) | D     | Fábio China     |
| 66 | Portogallo (bandiera) | C     | Fábio Pacheco   |
| 70 | Portogallo (bandiera) | D     | Cristiano Gomes |
| 93 | Brasile (bandiera)    | A     | Everton         |
| 94 | Brasile (bandiera)    | P     | Charles         |
| 95 | Camerun (bandiera)    | A     | Joel Tagueu     |